# 向日葵 (PASSPO☆の曲)
「向日葵」（ひまわり）は、PASSPO☆の13thシングル。2014年8月20日にユニバーサルJから発売された。

## 概要
向日葵は2014年6月13日に赤坂BLITZで行われた『PASSPO☆結成5周年カウントUPツアー第1部“453便”』において発表・初披露された。自分たちを見守ってくれている大切な人の為の曲であり、何があっても諦めずに強い気持ちで前に進めばいいというメッセージが込められている。シングルとしては少女飛行（2011年5月4日）以来3年3か月ぶりに漢字のみのタイトルとなった。
ジャケットの衣装は水色と黄色を基調とした夏らしいデザインであるが衣装を手掛けた増井みおによると「アルゼンチン色」だという。
結果としてユニバーサルJレーベルでの最後のリリースとなり奥仲麻琴と槙田紗子両名が参加した最後のシングルとなった。これ以降「Mr.Wednesday」（2016年2月24日発売）までPASSPO☆は1年半もシングル発売がない状況が続いた。

## 販売形態
- ファーストクラス盤（UPCH-9952）
- エコノミークラス盤（UPCH-5822）
- ローコストキャリア盤ピーチ（ジャケットA、UPCH-5823）
- ローコストキャリア盤バニラ（ジャケットB、UPCH-5825）

### ユニバーサルミュージックストア限定発売
- U‐CONNECTカード（9種、PROJ-6006〜14）
- 集合Aカードイベントチケット付き（6種、D2ZJ-1001〜06）、AKIBAカルチャーズ劇場
- 全クルーカード+台紙+面会チケット（5種、D2ZJ-1012〜16）：1分面会券付き、東京（1/2/3部）、大阪（1/2部）
- 集合Bカードパッセンジャーバッグ付き（D2ZJ-1017）

## 収録曲

### ファーストクラス盤
1. 向日葵
作詞：ペンネとアラビアータ、作曲・編曲：原田アツシ
Guitar：沢頭たかし、三井真一／Bass：宮本將行／Drums：加藤聡
2. Shiny Road
作詞：ペンネとアラビアータ、作曲：オノタクミ、uuiuui、編曲：ペンネとアラビアータ
映画「俺たち賞金稼ぎ団」主題歌
3. 向日葵（Instrumental）
4. Shiny Road（Instrumental）

#### DVD
1. 向日葵（Music Video）
2. 向日葵（Dance Shot ver. Music Video）

### エコノミークラス盤
1. 向日葵
2. Shiny Road
3. 向日葵（Instrumental）
4. Shiny Road（Instrumental）

### ローコストキャリア盤ピーチ
1. 向日葵

### ローコストキャリア盤バニラ
1. 向日葵

### U‐CONNECTカード
1. 向日葵